# Basura (banda vasca)
Basura fue un grupo español de punk procedente del País Vasco, surgido en Rentería a principios de los años 80.

## Historia
Basura fue un grupo punk español de Rentería fundado en 1981 cuando el grupo Alarma, que llegaron a tocar en Valladolid, se disolvió. Xabi y Beni entraron y Basura quedó formado.
Debutan en el año 1981 en plena calle en un concierto organizado delante de los juzgados de San Sebastián. Aquel concierto acabó con peleas y reyertas y con una leyenda urbana de que uno de los músicos presentes perdió uno de sus dientes.
Fue una de las bandas que más actividad tuvo en su momento, encabezando (junto a Odio y RIP) infinidad de festivales reivindicativos como el Anti-Bardenas (campo de tiro militar) en Tudela, con muchos grupos vascos, o en Oñate en el año 1983, con todo lo que había en el momento en el movimiento punk, como eran Cicatriz en la matriz (posterior Cicatriz), Último Resorte, Odio, RIP y un largo etcétera. 
Unos de los momentos cumbres del grupo fue cuando tocaron junto a U.K. Subs en la sala Autódromo de Lasarte.
Fuera del País Vasco, salieron a tocar en la sala Zeleste de Barcelona, Tenerife, Tudela y Zaragoza.
En 1985 el grupo se despide sin dejar nada grabado, excepto infinidad de directos piratas en casete.
El 19 de noviembre de 2004, 19 años después de su disolución, el grupo vuelve para actuar, junto a Anti-Régimen (otro grupo de esa época que también regresaba por la ocasión), en la sala Mogambo de Trintxerpe, con motivo del aniversario de la muerte de Carlos «Mahoma» (cantante de RIP).
En 2006, Beltza Records editó el álbum Dando ostias sin parar, 500 copias en vinilo, donde se recoge un directo de Basura del año 1983.
La banda se despidió de los escenarios el 17 de noviembre de 2007 en el bar Landare de Rentería, tras tres años dando varios conciertos por Euskal Herria para que las nuevas generaciones pudieran conocer su potente directo.
Algunos de sus temas más destacados fueron: «Redadas de la policía», «CIA», «Teddys», «Tontódromo» o «Masacre en la ONU».
Dos años más tarde y por la trágica noticia de la muerte de Antolín, bajista de Odio, Basura vuelve a actuar en la sala Mogambo junto a Odio y Kaos Kooperativ, en homenaje al fallecido.
En 2012 Xabi decide juntar de nuevo a la banda, pero todos no están por la labor por temas laborales u otros motivos, lo que no le impide seguir con la idea. Decide buscar a otros compañeros que le ayuden a cumplir su sueño, grabar el CD de Basura, lo que consiguen 32 años después de la creación de la banda y al que llaman ¡Sois algo repelente!. Activan también los directos para presentar el disco junto a viejos temas.

## Integrantes

### 1981-1985
- Toro - Cantante
- Fran - Batería
- Xabi - Bajo y voz
- Toño - guitarra

### 2004-2007
- Ion - Cantante
- Fran - Batería
- Xabi - Bajo y coros
- Toño - Guitarra
- Jorge - Guitarra y coros

## Álbumes
- Dando ostias sin parar (Beltza Records, año 2006).